# Kígyászsólyom–formák
A kígyászsólyom–formák (Herpetotherinae) a madarak osztályának a sólyomalakúak (Falconiformes) rendjébe tartozó sólyomfélék (Falconidae) családjának egyik alcsaládja.
A DNS-szintézisen alapuló vizsgálat kiderítette, hogy a legősibb fajok az erdeisólymok és a kígyászsólyom, ezek annyira eltérnek a többiektől, hogy külön alcsaládba sorolásuk indokolt.

## Rendszerezésük
Az alcsaládba a következő kettő nem és 8 faj tartozik:
- Herpetotheres  (Vieillot, 1817) – 1 faj.
  - kígyászsólyom (Herpetotheres cachinnans)

- Micrastur  (Gray, 1841) – 7 faj
  - perui erdeisólyom (Micrastur buckleyi)
  - szürkehátú erdeisólyom (Micrastur mirandollei)
  - egysávos erdeisólyom (Micrastur plumbeus)
  - vörösnyakú erdeisólyom (Micrastur ruficollis)
  - örvös erdeisólyom (Micrastur semitorquatus)
  - fehérszemű erdeisólyom (Micrastur gilvicollis)
  - Minton-erdeisólyom (Micrastur mintoni)